# Glukagon
A glukagon egy peptidhormon, amelyet a hasnyálmirigy Langerhans-szigeteinek alfa-sejtjei termelnek és feladata a vércukorszint emelése, vagyis hatása ellentétes az inzulinéval.
Ha a glükóz koncentrációja a vérben túlságosan alacsony lesz, a hasnyálmirigy glukagont választ ki, amely a májban megindítja a tárolt glikogén lebontását és a glükóz felszabadítását. Az inzulin, ezzel ellentétben, magas vércukorszint esetén szabadul fel és elősegíti a fölösleges cukor felvételét. A glukagon és az inzulin ugyanannak a visszacsatolási rendszernek a tagjai, amelynek a vércukorszint fiziológiai szinten való tartása a feladata. Testi munka és stressz esetén nő az energiafelhasználás és így a glukagonszint is. Szerkezete alapján a glukagon-hormoncsaládhoz tartozik (csakúgy, mint a GIP, a szekretin és a VIP).
A glukagont az amerikai C. P. Kimball és John. R. Murlin fedezte fel 1923-ban. Aminosavsorrendjét 1957-ben határozták meg.

## Feladata
A glukagon feladata a vércukorszint megemelése. Ezt két módon éri el: elősegíti a glikogén lebontását glükózzá; és a glükóz szintézisét a glükoneogenezis révén.
A szőlőcukrot (glükózt) a májsejtek (hepatociták) tárolják poliszacharid, glikogén formájában. A glukagon hozzáköt a sejtek felszínén található receptorhoz, mire az megindítja a glikogén hidrolízisét és a véráramba való juttatását (az ún. glikogenolízist). Ha a glikogéntartalékok kimerülnek, a glukagon hatására a májban és a vesében megindul a más molekulákból (egyes aminosavak, lipidek, piroszőlősav, tejsav) történő szőlőcukorszintézis, a glükoneogenezis. A hormon egyúttal leállítja a májban a glikolízist, így annak köztes termékei a glükózszintézis rendelkezésére állhatnak.
Inzulinhiány esetén (pl. I. típusú cukorbetegség) a glukagon egyúttal elősegíti a zsírok lebontását is. Gerinctelenekben (rákokban) megfigyelték, hogy a szemkocsány eltávolítása megnöveli a glukagon mennyiségét a vérben és hiperglikémiához vezet.

## Szerkezete

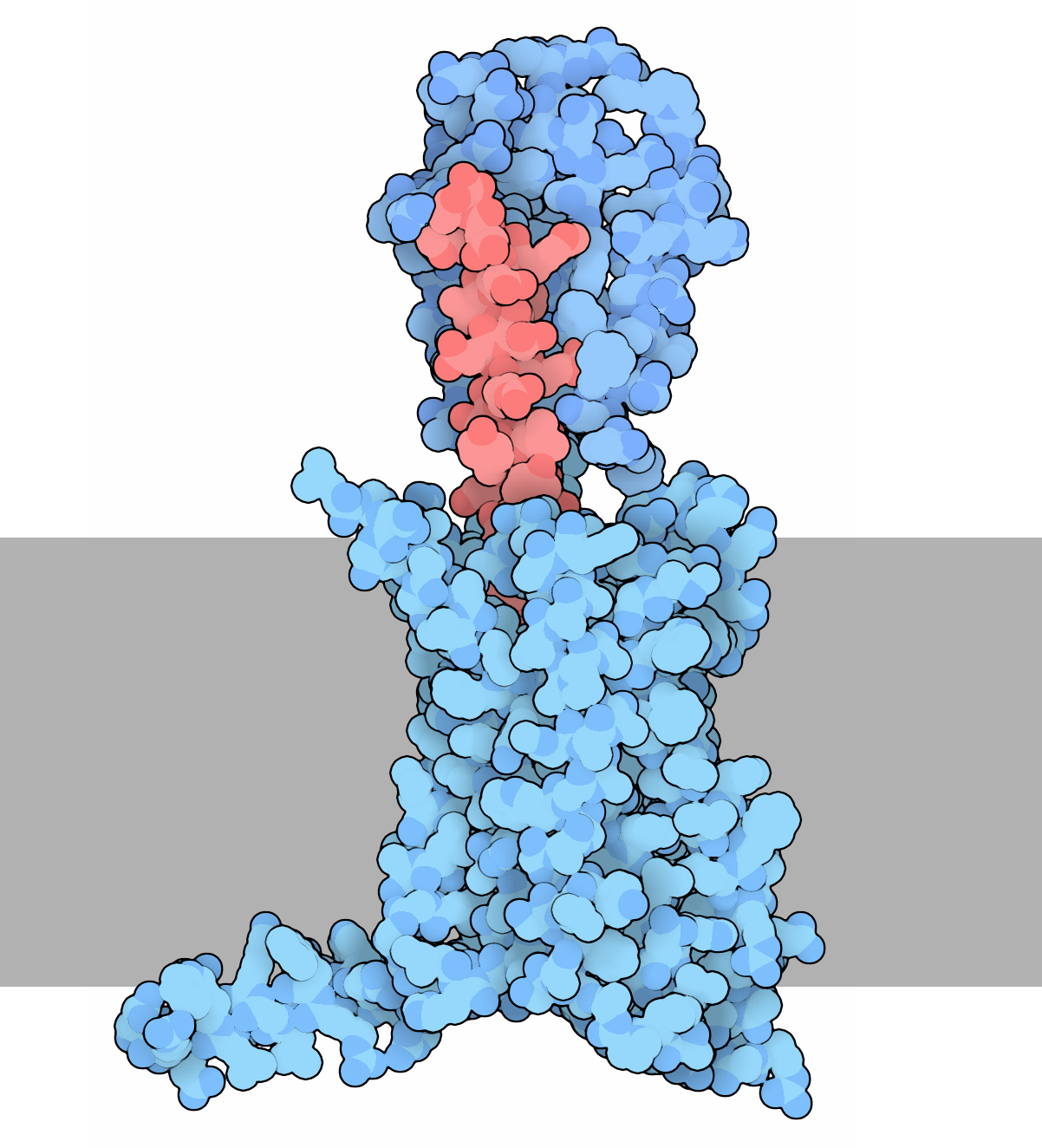
Glukagonreceptorhoz (kék) kötött hormon (piros)

A glukagon egy 29 aminosavból álló polipeptid. Az emberben aminosavszekvenciája a következő: NH2-His-Ser-Gln-Gly-Thr-Phe-Thr-Ser-Asp-Tyr-Ser-Lys-Tyr-Leu-Asp-Ser-Arg-Arg-Ala-Gln-Asp-Phe-Val-Gln-Trp-Leu-Met-Asn-Thr-COOH. Molekulasúlya 3483 dalton.
A glukagont a hasnyálmirigy Langerhans-szigeteinek alfa-sejtjei termelik, míg az inzulin a velük szomszédos béta-sejtekben készül. Az emberben a sejtek vegyesen helyezkednek el, míg a patkányban az alfa-sejtek a sziget peremén tömörülnek. Az alfa-sejtek a proglukagon fehérje specifikus vágásával hozzák létre a hormont. A bél L-sejtjeiben a proglukagon alternatív vágásával más hormonok termelődnek: a glicentin, a GLP-1, GLP-2 és az oxintomodulin.

## Hatásmechanizmusa

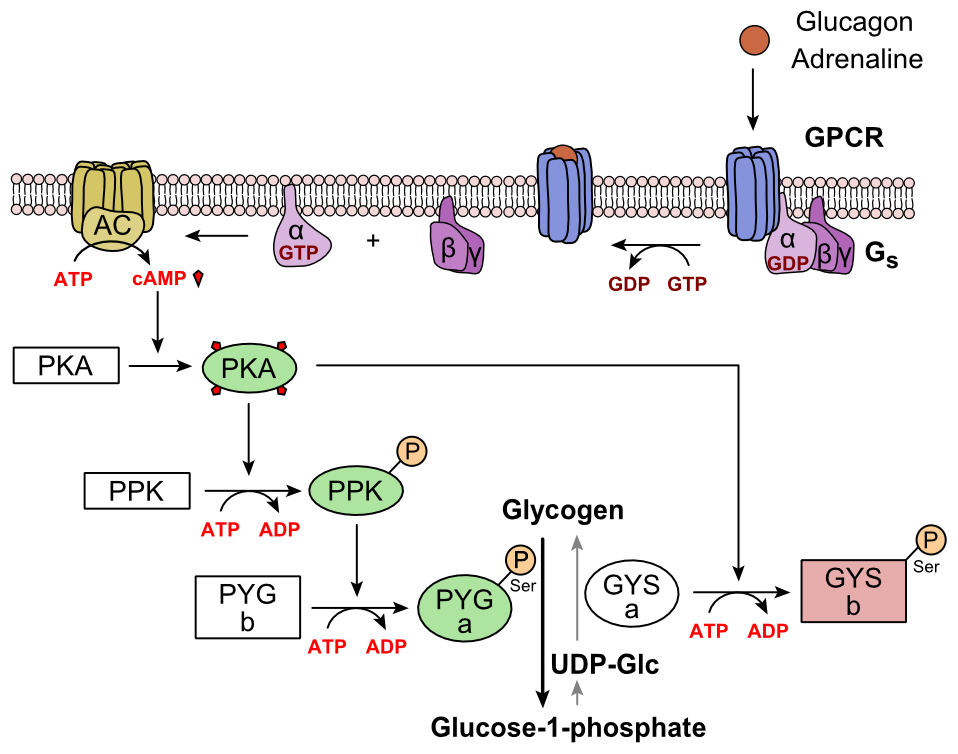
A glikogénbontás szabályozása

A glukagonreceptor a hepatociták felszínén, azok sejtmembránjába ágyazódva található. A glukagon megkötése után a receptor konformációs változáson megy át és a hozzá kapcsolódó G-proteinről egy GTP-molekula hasítása árán leválik annak alfa-alegysége. Az alegység aztán aktiválja a szignáltranszdukciós kaszkád első lépését, az adenilát-cikláz enzimet. Az enzim ciklikus AMP-t hoz létre, ami beindítja a protein-kináz A működését, amely foszforilálja a glikogén-foszforiláz b-t, átalakítva azt az aktív a formába. A foszforliáz-a aztán egy foszfátcsoportot kapcsol a glikogén utolsó glükózmolekulájára és egyben levágja azt a polimerlánc végéről és szabad glükózt hoz létre.
Ezenkívül a láncolat közepén találhat protein-kináz A foszforilálja és kikapcsolja azt az enzimet, amely a glikolízis fontos kezdeti molekuláját, a fruktóz-2,6-biszfoszfátot hozza létre és ezzel gátolja a glükóz lebontásával járó glikolízist.
A glukagon termelését a következő tényezők aktiválják:
- hipoglikémia
- adrenalin
- arginin
- alanin
- acetilkolin[10]
- kolecisztokinin

A következők pedig gátolják: 
- szomatosztatin
- inzulin
- glitazonreceptor/retinoid X receptor dimer.[11] (ezek génkifejeződést szabályozó nukleáris receptorok)
- megnövekedett zsírsav- vagy ketosavszint a vérben[12]
- megnövekedett ureatermelés

A hasnyálmirigy egyes tumorjai (pl. glukagonóma) a glukagon extrém magas szintjét okozhatják.

## Orvosi alkalmazásai
A glukagon-injekció a súlyos hipoglikémia fontos elsősegélynyújtási eszköze. A beteg ilyenkor az eszméletét is elvesztheti, ezért szájon át esetleg nem képes bevenni a szert. Felnőttek esetén a dózis 1 milligramm és izomba, intravénásan vagy bőr alá  is adható. Mivel oldatban nem tartható el sokáig, a glukagont többnyire por formájában tárolják, amit beadás előtt valamilyen steril folyadékban (víz, fiziológiás oldat) fel kell oldani.
Egyes esetekben béta-blokkolók túladagolása esetén nagy dózis glukagon beadása jótékonynak bizonyult. Bizonyos anafilaxiás esetekben, amikor a beteg rezisztens az adrenalin hatására, intravénás glukagonnal hatékonyan kezelték az alacsony vérnyomásukat. A nyelőcsövet elzáró idegen tárgy eltávolításában egyes orvosok szerint hasznos a glukagon beadása, mert ellazítja a nyelőcső alsó záróizmát. Mások szerint a kezelés hatékonyságára nincs bizonyíték.
A glukagon igen gyorsan hat; beadásának fejfájás és émelygés lehet a mellékhatása. Feokromocitómás betegeknek nem javasolt, mert a túltermelt adrenalin mellett a vércukorszint könnyen kórosan magas értékeket érhet el. Szintén nem ajánlott inzulinóma esetén. Véralvadásgátlókkal (warfarin) együtt adva, fokozza azok hatását.

## Fordítás
- Ez a szócikk részben vagy egészben  a   Glucagon című angol Wikipédia-szócikk ezen változatának fordításán alapul.  Az eredeti cikk szerkesztőit annak laptörténete sorolja fel. Ez a jelzés csupán a megfogalmazás eredetét és a szerzői jogokat jelzi, nem szolgál a cikkben szereplő információk forrásmegjelöléseként.